# Cénac-et-Saint-Julien

Cénac-et-Saint-Julien este o comună în departamentul Dordogne din sud-vestul Franței. În 2009 avea o populație de 1.218 de locuitori.

## Evoluția populației
| An        | 1975 | 1982 | 1990 | 1999  | 2006  | 2009  |
| --------- | ---- | ---- | ---- | ----- | ----- | ----- |
| Populație | 825  | 900  | 993  | 1.068 | 1.193 | 1.218 |